# Porotrichum guatemalense
Porotrichum guatemalense är en bladmossart som beskrevs av Edwin Bunting Bartram 1946. Porotrichum guatemalense ingår i släktet Porotrichum och familjen Neckeraceae. Inga underarter finns listade i Catalogue of Life.